# 김민지 (육상 선수)
김민지(1995년 9월 27일~)는 대한민국의 육상 선수이다. 